# Émile perverti
Émile perverti ou Des rapports entre l'éductation et la sexualité é um ensaio do filósofo francês René Schérer sobre política sexual, publicado em 1974 pela editorial Roger Laffont. A peça, que responde à introdução de uma educação sexual obrigatória nas escolas, teve um grande sucesso no momento de ser publicada.

## Conteúdo
Em Émile perverti, René Schérer faz uma desconstrução da educação contemporânea, seus pressupostos e as projeções morais dos adultos sobre as crianças. O autor critica os métodos da educação moderna e defende um novo modelo educacional para os jovens.
Segundo Schérer, a pedagogia moderna baseia-se na exclusão do desejo sexual na relação docente. Esta repressão, que se apoia na literatura psicopedagógica, tem um efeito normatiu sobre a psique e o corpo dos adultos que se torna, erigindo a família nuclear como modelo, em una função reprodutiva. Infundindo toda a carga moral da sociedade na formação de futuros cidadãos, a educação é para Schérer o pedestal liberticida do controle da sexualidade.
O autor ataca a suposta liberação sexual, analisa questões como o heterocentrismo, a reprodução das normas ou a negação do desejo sexual da criança na sociedade e denuncia a "puerilização" da educação.
Schérer constrói seus argumentos sobre uma crítica incisiva do Emílio de Rousseau e bebe da fonte de Wilhelm Reich, Freud, Kant, Fourier, bem como dos seus contemporêneos, Deleuze, Guattari, Foucault.